# Zvonimir Đurkinjak
Zvonimir Ðurkinjak (født 2. juni 1988) er en kroatisk badmintonspiller.
Zvonimir er mest kendt for double med Zvonimir Hölbling i den danske badmintonliga, for Vendsyssel Elite Badminton (VEB). 

## Karriereresultater

### Nationale Mesterskaber
- 2004 – men's doubles
- 2005 – mixed doubles
- 2006 – men's doubles & mixed doubles
- 2007 – men's singles, men's doubles & mixed doubles
- 2008 – men's doubles & mixed doubles
- 2009 – men's singles
- 2010 – men's singles & mixed doubles
- 2012 – men's singles & mixed doubles

### Internationale resultater

#### 2007
- 1st on Slovak International (men's doubles)

#### 2009
- 1st on Croatian International (mixed doubles)

#### 2010
- 1st on Croatian International (mixed doubles)
- 2nd on Slovenian International (men's doubles)
- 2nd on Slovenian International (mixed doubles)

#### 2012
- 1st on Hungarian International (mixed doubles)
- 1st on Portugal International (men's doubles)
- 1st on Slovenian International (men's doubles)
- 1st on Slovenian International (mixed doubles)
- 2nd on Hungarian International (men's doubles)
- 2nd on Portugal International (mixed doubles)

#### 2013
- 2nd on Croatian International (men's doubles)
- 3rd on Croatian International (mixed doubles)